# Eremochloa attenuata
Eremochloa attenuata är en gräsart som beskrevs av Buit. Eremochloa attenuata ingår i släktet Eremochloa och familjen gräs.
Artens utbredningsområde är Thailand. Inga underarter finns listade i Catalogue of Life.